# Тадолини, Джованни
Джованни Тадолини (18 октября 1789 — 29 ноября 1872) — итальянский композитор, дирижёр и музыкальный педагог.

## Биография
Джованни Тадолини родился в Болонье, частным образом изучал в музыкальном лицее родного города вокал с Маттео Рубини и композицию со Станислао Маттеи. С 1811 по 1814 год был концерт- и хормейстером Итальянского театра в Париже. После оккупации французской столицы войсками Союзников в ходе Наполеоновских войн вернулся в Италию, где на протяжении последующих пятнадцати лет работал дирижёром и хормейстером в театре Болоньи, а также занимался композиторством, написав, в частности, ряд опер. В 1827 году женился на своей бывшей ученице и оперной певице-сопрано Евгении. В 1829 году возвратился во Францию и вновь стал работать в Итальянском театре вместе с женой, будучи постановщиком опер с её участием. Их брак закончился разводом в 1834 году. После этого Тадолини продолжил работу в Итальянском театре Парижа до 1839 года, затем вернулся в Болонью и прожил там до конца жизни, основав в этом городе школу пения.
Большой успех имели его оперы «La Fata Alcina», «La Principessa di Navara», «Il Credulo deluso»; всего же он написал восемь опер. Кроме того, писал кантаты, романсы, трио для духовых, синфонии, произведения камерной и духовной музыки.